# Водна політика
Водна політика (або політика в галузі водних ресурсів) — це процес розроблення законодавства, яке впливає на забір води, її використання і утилізацію та охорону водних ресурсів.
Водна політика на національному рівні варіюється в залежності від регіону і залежить від наявності або дефіциту води, стану водних систем та регіональних потреб у воді. Оскільки водні басейни не збігаються з національними кордонами, водна політика також визначається міжнародними угодами. Цю сферу водної політики ще називають гідрополітикою. 
Проблема води і водних ресурсів в останні десятиліття захоплює інтерес фахівців з багатьох сфер діяльності (не лише водної), тематика, пов'язана з водною політикою, викликає надзвичайно широкий інтерес у світі. Існують спеціалізовані періодичні видання з цієї проблематики — наукові журнали «Water politic» та «World Water Policy».

## Реалізація водної політики через нормативно-правові акти

### Міжнародні водні конвенції
У світі налічується 286 транскордонних річкових басейнів. Між двома країнами розділено 155 транскордонних річкових басейнів, між трьома і більше країнами — 100 басейнів. Близько 50 країн мають понад 75 % своєї території в межах міжнародних річкових басейнів. На транскордонні річкові басейни припадає близько 54 % глобального річкового стоку. Це ілюструє, наскільки важливою для прибережних держав є співпраця в басейні.
Стосовно транскордонних річкових басейнів базовими конвенціями є: 
- Конвенція про охорону транскордонних водотоків та міжнародних озер (ЄЕК ООН, Гельсінкі, 1992)[4].
- Протокол про воду та здоров'я до Конвенції про охорону та використання транскордонних водотоків та міжнародних озер 1992 року (1999)[5].
- Конвенція про право несудноплавних видів використання міжнародних водотоків (ООН, Нью-Йорк, 1997)[6].

Україна приєдналася до перших двох міжнародних документів (відповідно, в 1999 та 2003 роках) шляхом їх ратифікації законами України.

### Міжнародні договори
На даний момент існує близько 3600 договорів по воді, включаючи запровадження понад 150 нових, починаючи з 1950 року. Транскордонні водні угоди (договори) частіше всього фокусуються на водній інфраструктурі та якості води. Вони також охоплюють різні типи природних вод, такі як поверхневі води, підземні води, водотоки та збудовані на них греблі. 
Коли водні ресурси можуть бути поділені порівну, як річка, що виступає як кордон між країнами, конфліктів, як правило, менше, ніж в угодах про поділ водних ресурсів вгору і вниз за течією. 
Іноді договори створюють спільні комітети чи комісії між двома чи більше країнами для нагляду за розподілом водних ресурсів та  виконанням договірних угод. Прикладами двосторонніх угод є договір по річці Ганг (1996) між Індією і Бангладешем, договір по басейну Великих озер (1955) між США і Канадою.
Прикладом багатосторонньої угоди є договір по річці Меконг (1995), підписаний урядами чотирьох країн: Камбоджі, Лаосу, Таїланду та В'єтнаму, які також заснували комісію річки Меконг.
Україна підписала з Молдовою (на рівні урядів) в 2012 році сучасний двосторонній договір по річці Дністер, який враховує положення Водної рамкової директиви ЄС. Договір ратифіковано законом України в 2017 році. 

### Директиви Європейського Союзу
Зокрема базова Водна рамкова директива ЄС (2000) є основою для спільної політики Європейського Союзу у сфері водних ресурсів. Це базовий елемент європейських правил, що стосуються захисту поверхневих водних ресурсів: річок, водойм, перехідних та прибережних вод, а також підземних вод. Ця директива спрямована на запобігання та скорочення забруднення води, сприяння її сталому використанню, захист довкілля, покращення стану водних екосистем (водно-болотних угідь) та пом'якшення наслідків повеней та посухи.
Україна, підписавши Угоду про асоціацію з ЄС в 2014 році, запроваджує положення ВРД ЄС шляхом прийняття Закону України «Про внесення змін до деяких законодавчих актів України щодо впровадження інтегрованих підходів в управлінні водними ресурсами за басейновим принципом» (2016). Після прийняття цього закону, зокрема Водний кодекс України поповнився багатьма новими положеннями. Затверджено низку нормативних методичних розробок щодо ведення моніторингу вод та оцінювання їх якості. 

## Інтегроване управління водними ресурсами
Інтегроване управління водними ресурсами (ІУВР) — це система управління, заснована на обліку всіх видів водних ресурсів (поверхневих, підземних та зворотних вод) у межах географічних кордонів, яка ув'язує інтереси різних галузей та рівні ієрархії водокористування, залучає всі зацікавлені сторони до прийняття рішень, сприяє ефективному використанню водних, земельних та інших природних ресурсів на користь сталого забезпечення вимог природи та суспільства у воді.
ІУВР — це процес скоординованого управління та розвитку водних ресурсів, що характеризується зокрема переходом від управління в межах адміністративних кордонів до управління у межах річкового басейну або іригаційної системи (гідрографічні кордони).
Україна рухається в руслі світових тенденцій ІУВР, що формалізується приєднанням до Водної конвенції, Протоколу про воду та здоров'я, імплементацією положень Водної рамкової директиви ЄС, прийняттям Водної стратегії до 2050 року. 

## Водні конфлікти
Водний конфлікт — це конфлікт між країнами, державами чи соціальними групами за доступ до водних ресурсів. ООН визнає, що водні конфлікти є наслідком протистояння інтересів державних або приватних водокористувачів. Упродовж історії людства відбувалися конфлікти, пов'язані з водою. Як показує досвід, невоєнні водні конфлікти можуть переростати в збройне протистояння. І навпаки, під час ведення бойових дій виникають ті або інші види водних конфліктів. 